# Jan Nepomuk Štěpánek

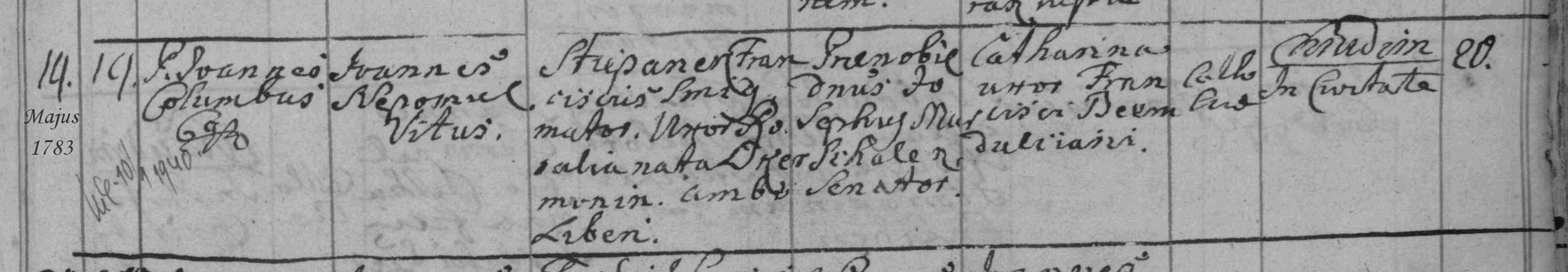
matriční zápis o narození a křtu Jana Nepomuka Štěpánka (matrika NOZ 1773-1784 Chrudim (SOA Zámrsk))

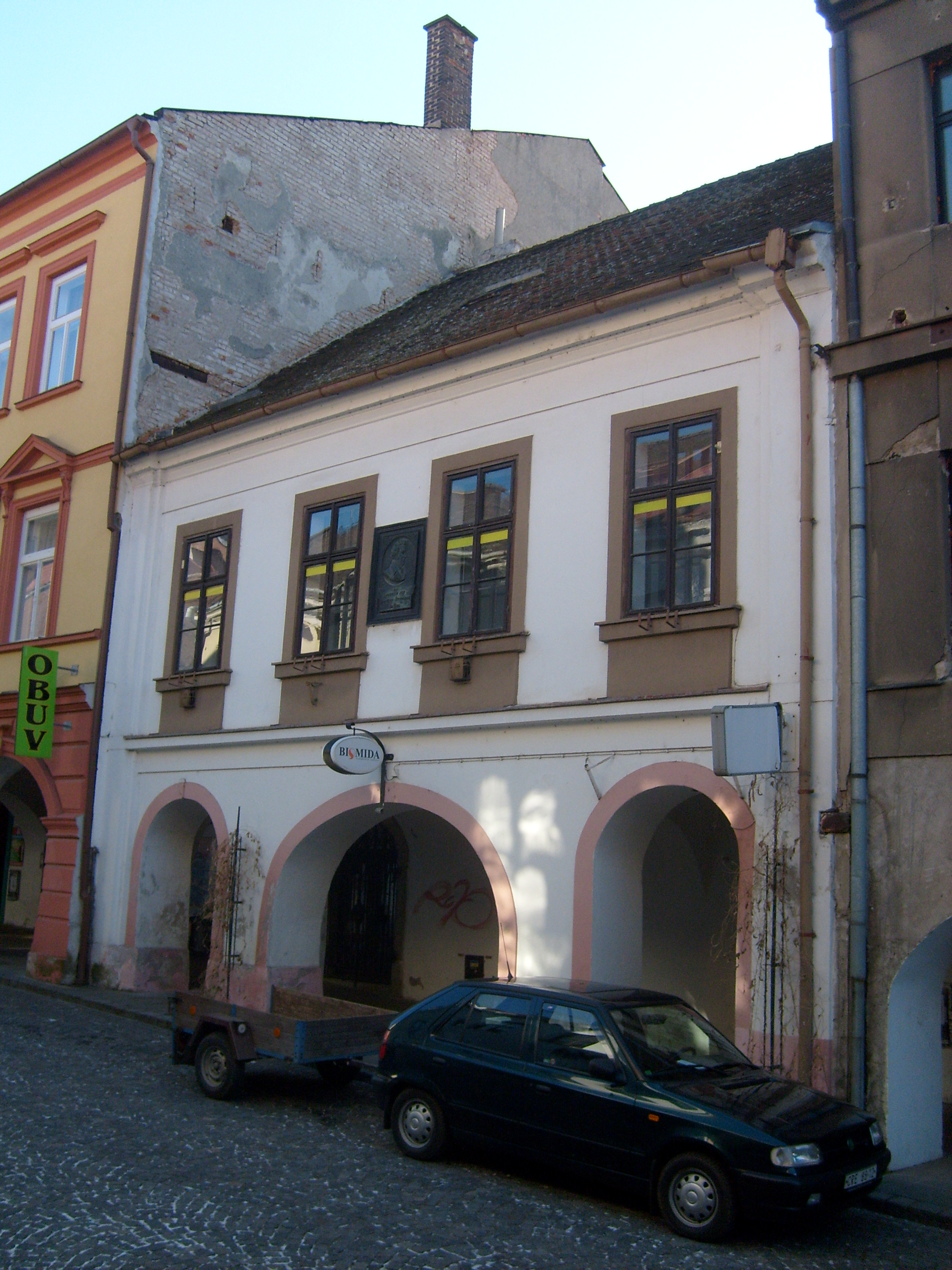
Rodný dům Jana Nepomuka Štěpánka v Chrudimi ve Štěpánkově ulici

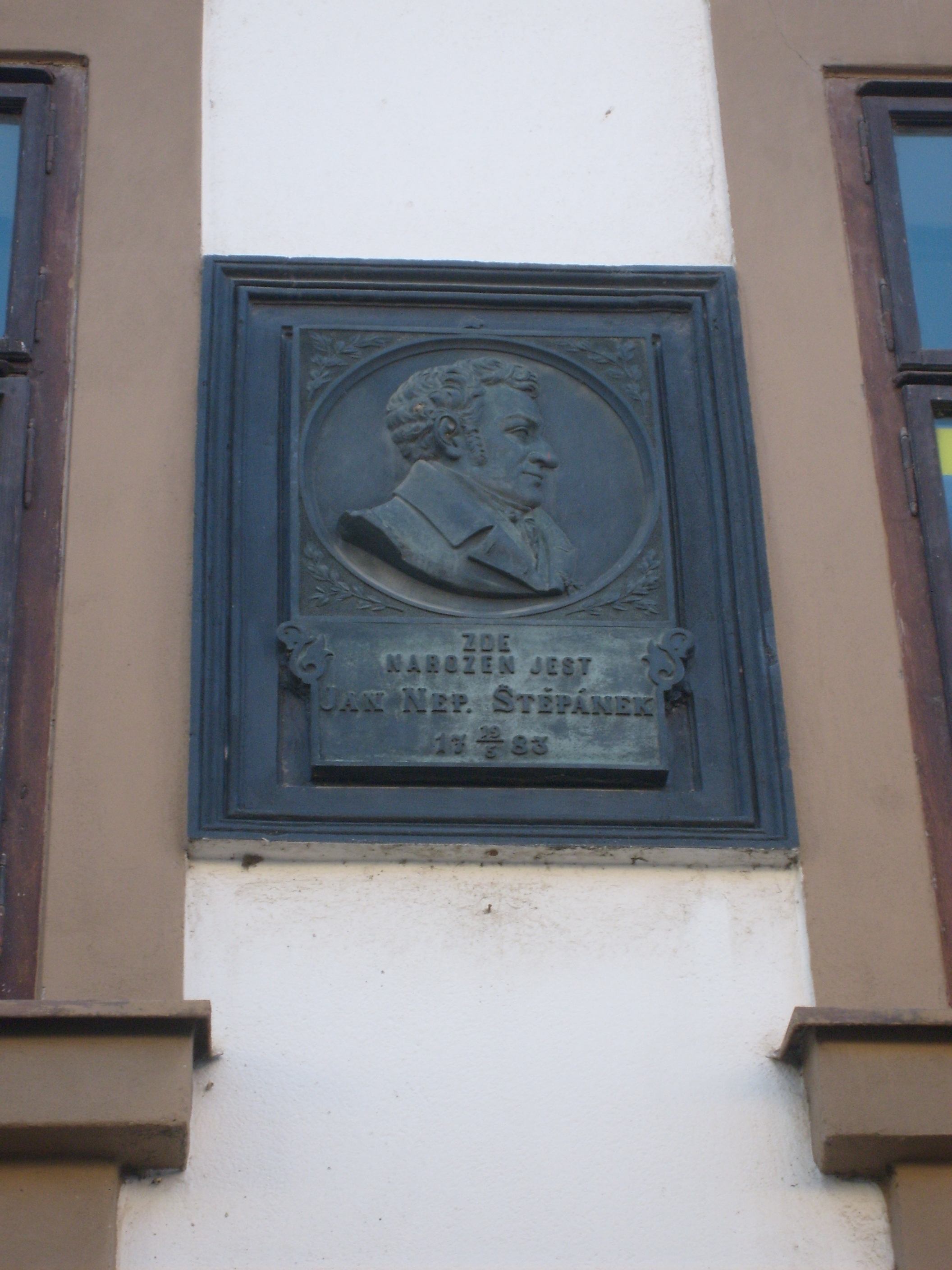
Deska na rodném domě Jana Nepomuka Štěpánka

Jan Nepomuk Štěpánek (19. května 1783 v Chrudimi – 12. února 1844 v Praze) byl český divadelník, herec, režisér, dramatik, dramaturg, překladatel, spisovatel, redaktor, publicista a divadelní ředitel. Jednalo se o jednu z vůdčích osobností českého divadla první třetiny 19. století.

## Život
Rodina měla mydlářskou živnost v Chrudimi. Jan Nepomuk Štěpánek si původně vybral kněžskou dráhu. Pobyt v semináři v Litomyšli přerušil roku 1800, kdy dobrovolně vstoupil do studentské legie verbované proti Napoleonovi. K teologii se sice ještě vrátil, ale před vysvěcením jej tehdejší vlastenecká společnost přivedla k divadlu, které si hluboce zamiloval.
Vystupoval jako ochotník, psal i upravoval hry pro česká divadelní představení, zvláště pro soubor pražského Malostranského divadla, se kterým se seznámil při jeho působení v lázních Teplice v letech 1803–5. Aby se vůbec uživil, pracoval v tomto divadle v letech 1805/1806 a 1807/1808 jako nápověda. Od roku 1812 pak pracoval v pražském Stavovském divadle, kde se staral o uvádění českých ochotnických představení. V roce 1819 uváděl sám svoji funkci jako divadelní sekretář a pokladník. V letech 1812 až 1824 zastával funkci dramaturga a režiséra českých představení, později byl dokonce spoluředitelem divadla (1824 až 1834).
Pro svou lásku k divadlu, vlastenecké nadšení a charitativní činnost byl obdivován (obdržel v roce 1821 čestnou medaili a v roce 1824 se stal čestným členem Musea), zvláštní umělecké hodnoty v jeho díle ovšem nenajdeme. Pro divadlo sám napsal, přeložil či upravil asi 130 různých dramatických děl, při určování repertoáru divadla jim však dával až příliš velkou přednost před díly jiných autorů, přestože uvedl například 10 Klicperových her a ojediněle i díla Grillparzera, Schillera a dalších. Ze Štěpánkových děl byly v oblibě u tehdejšího obecenstva např.  jeho historicko–rytířské hry a veselohry ze současnosti. V letech 1824 až 1843 přeložil nejméně 13 operních libret (např. Weber, Mozart). Při překladech používal přízvučnou prozódii, nikoliv časoměrnou, jak bylo tehdy dle klasicistních norem zvykem. Jeho operní dramaturgie byla jedním z nejprogresivnějších rysů českého divadla v první polovině 19. století. V období jeho spoluředitelování bylo ve Stavovském divadle uvedeno okolo 100 operních představení.
Psal také básně a sentimentální povídky, redigoval a vedl časopis Česká včela.
Byl otcem zpěvačky Antonie Štěpánkové. Je pohřben v Praze na Olšanských hřbitovech.

## Nejznámější divadelní hry, výběr
- Břetislav První, český Achilles, aneb Vítězství u Domažlic (1812)
- Obležení Prahy od Švejdů aneb Věrnost a udatnost česká (1812)
- Vlastenci aneb Zpráva o vítězství (1813)
- Osvobození vlasti aneb Korytané v Čechách (1814)
- Čech a Němec (1816)
- Jaroslav a Blažena aneb Hrad Kunětice (1816)
- Berounské koláče (1819)
- Loupežníci na Chlumu (1820)
- Pivovár v Sojkově (1825)
- Alína aneb Praha v jiném dílu světa (1825)

## Portréty
- Nejznámější portrét (olejomalbu na plátně) namaloval Antonín Machek, je zavěšen ve foyer Stavovského divadla.
- Posmrtný portrét pro časopisecký nekrolog vytvořil Jan Vilímek.